# چهار فصل (ویوالدی)

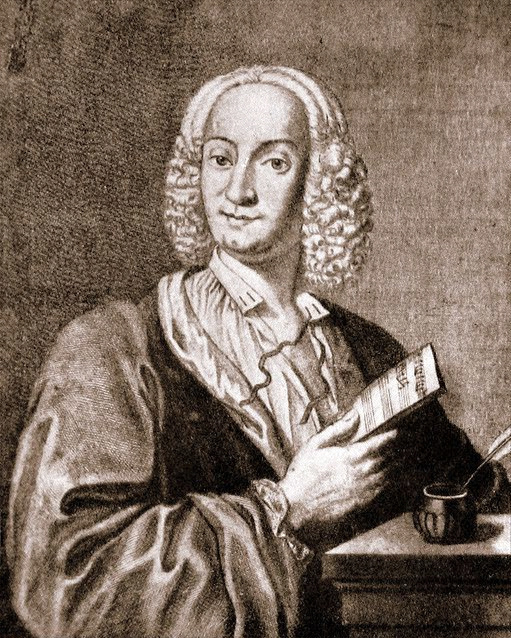
تصویر ویوالدی ۱۷۲۵

چهار فصل (ایتالیایی: Le quattro stagioni) مجموعه‌ای متشکل از ۴ کنسرتو ویولن اثر آنتونیو ویوالدی است. این مجموعه که در سال ۱۷۱۸−۱۷۲۰ ساخته شد و در ۱۷۲۵ منتشر شد، شناخته شده‌ترین اثر ویوالدی و همچنین در زمره مردم پسندترین قطعات دوره باروک است. ساخت موسیقایی هر کنسرتو نسبت به دیگری متفاوت است و تداعی‌کننده فصل مربوط است؛ برای مثال زمستان با نت‌های پیتزیکاتوی سیم‌های زیر بمب باران شده‌است که یادآور بارش برف می‌باشد.
این کنسرتوها اولین بار در سال ۱۷۲۵ به عنوان یک مجموعه دوازده کنسرتویی (اپوس ۸ ویوالدی) با نام Il cimento dell'armonia e dell'inventione (رقابت بین هارمونی و انوانسیون) منتشر شد. چهار کنسرتو اول به عنوان چهار فصل تعیین شدند. هر کنسرتو دارای سه موومان است، که دارای الگوی یک موومان آهسته بین دو موومان تند هستند. در زمان نگارش چهار فصل هنوز فرم مدرن کنسرتو برای ساز سولو معنا نیافته بود (مخصوصا ساز سولو با همراهی ارکستر). تنظیم ابتکاری ویوالدی برای ویلن سولو و کوارتت زهی با همراهی باسو کونتینوئو به معنا یافتن فرم کنسرتو کمک کرد.

## فهرست کنسرتوها و موومان‌ها
- کنسرتو شماره ۱ در می ماژور، اپوس ۸، RV ۲۶۹، بهار (La primavera)

1. Allegro
2. Largo e pianissimo sempre
3. Allegro Pastorale

- کنسرتو شماره ۲ در سل مینور، اپوس ۸، RV ۳۱۵، تابستان (L'estate)

1. Allegro non molto
2. Adagio e piano – Presto e forte
3. Presto

- کنسرتو شماره ۳ در فا ماژور، اپوس ۸، RV ۲۹۳، پاییز (L'autunno)

1. Allegro
2. Adagio molto
3. Allegro

- کنسرتو شماره ۴ در فا مینور، اپوس ۸، RV ۲۹۷، زمستان (L'inverno)

1. Allegro non molto
2. Largo
3. Allegro